# Epinetron

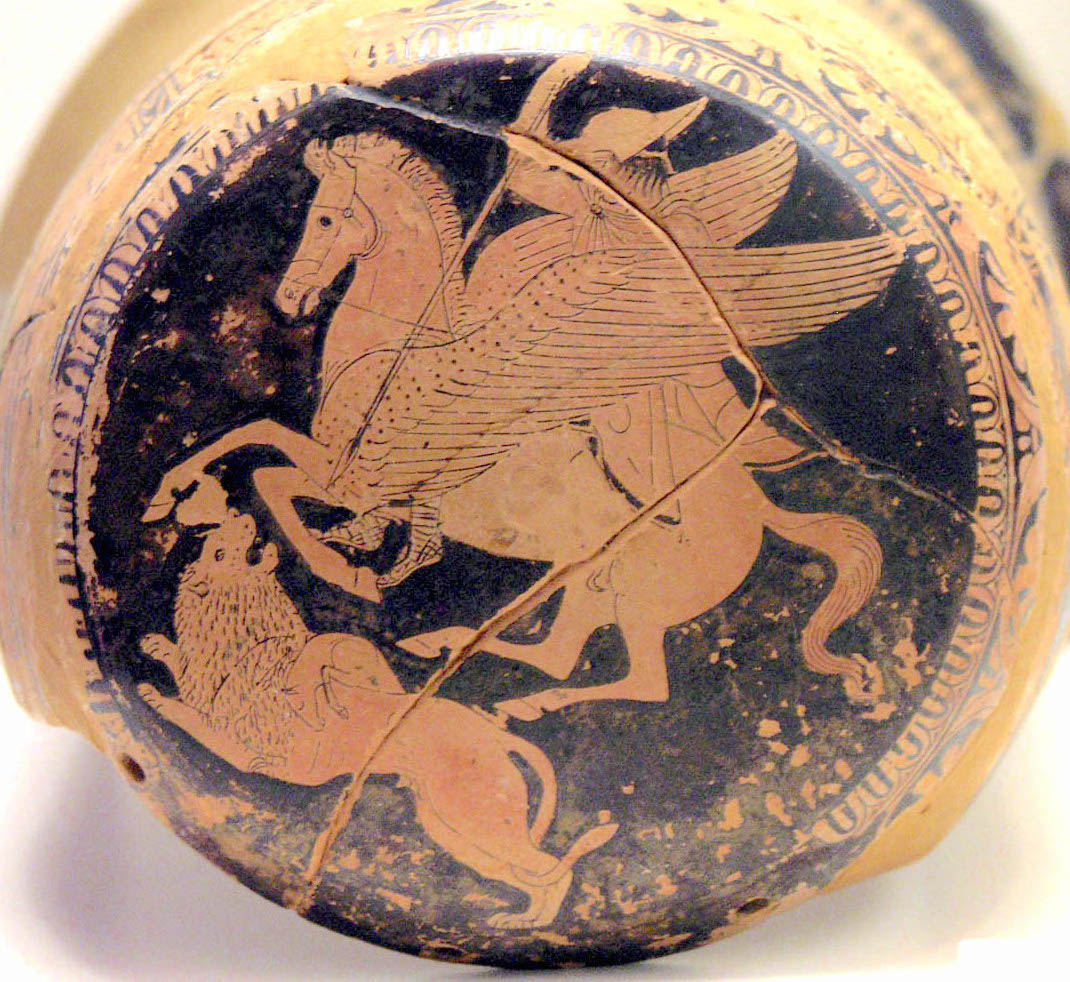
La base di un epinetron proveniente da Atene

L'epinetron (plurale - epinetra) era un semi cilindro cavo, chiuso ad una estremità, utilizzato dalle donne greche durante la filatura della lana. Gli strumenti realmente utilizzati dovevano essere costruiti in materiali meno nobili, mentre i preziosi epinetra in ceramica, decorati a figure nere o figure rosse con temi a soggetto mitologico o di vita quotidiana, restituiti da contesti tombali e dall'acropoli di Atene dovevano essere considerati come offerte o doni preziosi che potevano essere ulteriormente impreziositi da una testa o un busto di Afrodite sulla parte chiusa del cilindro.